# Рузвельт, Альберт
Альбер Рузвельт (фр. Cornelius Louis André (Albert) Roosevelt; 24 апреля 1879, Париж — 21 июля 1962, Порт-о-Пренс) — французский регбист, чемпион летних Олимпийских игр 1900. Играл за клуб «Расинг».
Сын Корнелиуса Рузвельта (1847—1902), кузена президента США Теодора Рузвельта.
На Играх Рузвельт входил в сборную Франции по регби, которая, обыграв Германию и Великобританию, стала победительницей турнира и получила золотые медали.